# Nazionale di atletica leggera dell'Oman
La nazionale di atletica leggera dell'Oman è la rappresentativa dell'Oman nelle competizioni internazionali di atletica leggera riservate alle selezioni nazionali.

## Bilancio nelle competizioni internazionali
La nazionale omanita di atletica leggera vanta 10 partecipazioni ai Giochi olimpici estivi su 29 edizioni disputate.
Non ha mai vinto nessuna medaglia alle Olimpiadi e ai Mondiali. Il quattrocentista Mohamed Al-Malky ha conquistato 5 medaglie a livello continentale.